# Choi Hyeonju
Choi Hyeonju (koreanska: 최현주), född 6 augusti 1984 i Jeonbuk, Sydkorea, är en sydkoreansk bågskytt som tog OS-guld i lagtävlingen vid de olympiska bågskyttetävlingarna 2012 i London.